# Слана (річка)
Слана (на території Словаччини — словац. Slana), або Шайо (територією Угорщини — угор. Sajó; нім. Salza) — річка в  Словаччині і  Угорщині, значна права притока Тиси.
На території Словаччини утворює кордон між Східною та Центральною Словаччиною, округами  Рожнява,  Ревуца та  Рімавска Собота. Її загальна довжина 229.4 км, з яких 110 км у Словаччині. У Словаччині обводнює площу 3191 км², а середня швидкість потоку 8.5 м³/с в Чолтово, 14.5 м³/с в Ленартовце і 60 м³/с у гирлі. Є потоком III рангу. Слана — середньо-гірський тип річки з режимом дощового і снігового відтоку.

## Історія
На берегах річки біля села Мухи (біля гирла) 11 квітня 1241 року сталася Битва на річці Шайо між арміями угорського короля  Бели IV і монгольською армією Батия. Битва призвела до сильної поразки угорських військ та наступного щорічного розграбування країни монгольськими військами. Король Бела і князь Коломан Галицький були врятовані втечею, архієпископ Угрин потонув у болоті.